# Nicolás Sáenz
Pour les articles homonymes, voir Sáenz.
Sáenz  Ballesteros est un nom espagnol. Le premier nom de famille, en général paternel, est Sáenz ; le second, en général maternel, souvent omis, est Ballesteros.
Nicolás Sáenz Ballesteros, né le 7 août 1997 à Bogota, est un coureur cycliste colombien, membre de l'équipe Tavfer-Mortágua-Ovos Matinados.

## Biographie
Après une saison passée au sein de Seguros Bilbao, Nicolás Sáenz rejoint un autre club basque en 2017 : Eiser-Hirumet. Pur grimpeur, il se révèle durant l'été sur le Tour de Zamora, où il s'impose sur l'étape reine et termine sixième du classement général. Il obtient également diverses places d'honneur sur le calendrier amateur basque.
En 2018, il signe avec la formation Lizarte, filiale de l'équipe WorldTour Movistar. Au printemps, il obtient plusieurs accessits sur le calendrier amateur basque. En Italie, il se distingue en terminant treizième du Tour d'Italie espoirs et quatorzième Tour de la Vallée d'Aoste, épreuves réputées du calendrier mondial chez les moins de 23 ans. De retour en Espagne, il se classe troisième notamment du Tour de León. Remarqué par ses bons résultats, en particulier en montagne, il signe son premier contrat professionnel avec la formation colombienne Manzana Postobón en novembre.
Le premier semestre le voit évoluer en Europe avec sa nouvelle formation sans résultats probants. En mai 2019, la société "Pedaleamos por Colombia", propriétaire de la licence avec laquelle court l'équipe Manzana Postobón, annonce se retirer du peloton avec effet immédiat, en raison des contrôles positifs de deux de ses coureurs. Sáenz se retrouve sans formation et trouve refuge dans son ancien club basque Eiser-Hirumet. Avec celui-ci, il termine deuxième du challenge "Euskal Bailarak Kriteriuma", un classement général établi après quatre critériums disputés dans les vallées basques. Revenu en Colombie, il dispute le Clásico RCN avec la formation AV Villas et échoue, pour deux secondes, à être le meilleur jeune de la compétition. Cependant Nicolás Sáenz trouve un accord pour la saison suivante avec l'équipe portugaise Efapel.

## Palmarès
| - 2017 - 4e étape du Tour de Zamora - 2e du San Juan Sari Nagusia - 2e du Premio San Pedro - 2e de l'Antzuola Saria | - 2018 - 3e de l'Andra Mari Sari Nagusia - 2019 - 2e de l'Euskal Bailarak Kriteriuma - 3e de la Leintz Bailarari Itzulia |